# Fiorucci
Fiorucci es una marca de ropa de moda italiana, fundada por Elio Fiorucci en Milán el 31 de mayo de 1967, la fecha de apertura de la primera tienda en Milán, en la Galleria Passarella, con la participación, entre otros, de Adriano Celentano.
El domicilio social de la empresa fue San Donato Milanese, no lejos de Milán. El sello oficial de Fiorucci estaba formado por las caras de dos angelitos.
Después de una gran expansión ocurrida en los años setenta y ochenta, donde tiendas adicionales se abrieron en muchas ciudades de todo el mundo (entre ellos Nueva York y París), Fiorucci se declaró en bancarrota y la compañía fue adquirida en 1990 por Edwin International, una empresa japonesa, que también compró el nombre de la marca. Luego de batallas legales, Elio Fiorucci recupera el nombre de la marca.

## Historia
Elio Fiorucci nació en Milán el 10 de junio de 1935.
Hijo del dueño de una tienda de zapatos. Un día en 1962, mientras trabajaba en la tienda de su padre, a Elio se le ocurrió la idea de hacer botas de goma en colores primarios brillantes. Cuando aparecieron en una revista de moda semanal local, las botas causaron sensación. Después de un viaje a Londres en 1965, Elio estaba decidido a traer las modas de Carnaby Street a Milán. Abrió su primera tienda en la Galleria Passerella en Milán el 31 de mayo de 1967. En 1968, Fiorucci miró hacia Oriente en busca de inspiración, comprando camisetas de la India baratas, y convirtiendo sacos de arroz en bolsos. 
En 1970 el nombre se convirtió en una marca Fiorucci con su producción industrial propia, distribuidas en Europa, América del Sur y Japón, y la tienda de Milán se convirtió en un punto de encuentro para los jóvenes que se rebelan contra las convenciones. Nació el "estilo Fiorucci" y el concepto de estilo de vida. La compañía estableció su propia planta de fabricación, y aprobó los "dos ángeles", el logotipo creado por el arquitecto italiano Italo Lupi. En 1974 la compañía abrió una tienda nueva y enorme en Via Torino en Milán: tres plantas con una fórmula revolucionaria, ropa vintage y perfumes, ropa y muebles que se venden en una tienda. La nueva tienda fue financiada por una inversión de las tiendas por departamentos Standa, que forma parte del grupo Montedison. Mientras tanto, la firma introdujo el monokini y tanga de Brasil, causando controversia con las fotos en topless utilizados para la publicidad. Cuentas de vidrio de Nuevo México fueron otro golpe.  
En 1975 la compañía abrió su primera tienda en el extranjero, en Kings Road de Londres, y lanzó una colección para niños llamado Fioruccino. Trajo abrigos afganos al mercado de masas, y popularizó la piel de leopardo creada por Elsa Schiaparelli dos décadas antes. En 1976 abre la tienda de Nueva York, en la Calle 59, diseñada por Ettore Sottssass, Andrea Branzi y Marabelli Franco y de inmediato se convirtió en un lugar de culto donde se reúnen los máximos exponentes de la comunidad intelectual de Nueva York. Andy Warhol eligió el escaparate para el lanzamiento de su periódico revolucionario "Interwiew".
En 1977, en el corazón de Manhattan, se abrió Studio 54, un mito que se convierte en un fenómeno disco. Fiorucci organiza la inauguración de la sala. Participa en la noche alrededor de la "jet set": Bianca Jagger, Andy Warhol, Grace Jones. En 1978, Fiorucci es la primera marca a firmar una línea de gafas de sol. En 1979, en Estados Unidos, que consolida la reputación de la marca con la apertura de la tienda en el barrio de Los Ángeles en Beverly Hills.
Una  colección de camisetas y sudaderas ilustradas con imágenes de Walt Disney, lanzadas en 1981, alcanza un gran éxito y lleva a reconocer a la corporación Fiorucci como la marca que ha extendido el mito de Mickey Mouse a los adultos. En 1982, DuPont Lycra y lanza el jean Fiorucci, primeros jeans stretch, femeninos, ajustados y seductores.
En 1984, en Nueva York y Londres explota locura del graffiti: Elio Fiorucci en Milán invita a Keith Haring, autor que alcanzó un alto nivel de creatividad en este arte. Haring trabaja dos días y una noche en la transformación de la tienda Galleria Passarella, paredes y muebles de la tienda son "vestido" con su creatividad, posteriormente, las obras serían subastadas. 
En 1990, la marca Fiorucci fue comprada por la compañía japonesa Edwin International, líder en la fabricación de jeans Made in Japan.
La tienda de Galería de Passarella se replantea y se convierte en un "contenedor" de las marcas jóvenes e innovadoras. En corto tiempo la histórica tienda Fiorucci se convierte en un punto de referencia en Milán y los alrededores. En esta nueva etapa nace el proyecto T-Art, franelas inspiradas en una colección de imágenes de cuentos de hadas, que se convirtió rápidamente en un best-seller
En 2003, la marca Fiorucci fue vendida a la empresa sueca H & M. Elio Fiorucci crea un nuevo proyecto, "Terapia de amor", que ofrece pequeñas piezas de ropa: jeans, camisetas, vestidos y accesorios, que ofrecen diversión y alegría. Elio Fiorucci adopta nueva marca para este nuevo proyecto.
En 2004, la Cámara de Comercio de Milán otorga a Elio Fiorucci un premio por su labor como cazatalentos, empresario y comunicador. En 2006, el alcalde de Milán, Letizia Moratti da a Elio Fiorucci el Ambrogino D'Oro, por ser el protagonista de la moda italiana : " Elio Fiorucci ha revolucionado el estilo de los jóvenes recogiendo y mezclando las nuevas tendencias de los jóvenes de todo el mundo."
En 2007 se inauguró la exposición en la Triennale "Años setenta, la década larga del siglo corto", y es un espacio dedicado a Elio Fiorucci, "Fiorucciland" como un símbolo de la revolución de los 70 trajes.